# Los Angeles Rams 1963
La stagione 1963 dei Los Angeles Rams è stata la 26ª della franchigia nella National Football League e la 18ª a Los Angeles La squadra, che l'anno precedente aveva terminato col peggior record della NFL, era in possesso della prima scelta assoluta nel Draft 1963, con cui scelse il quarterback Terry Baker. Questi però ebbe una carriera di scarso successo tra i professionisti, giocando tre stagioni e 18 partite nella NFL prima di venire svincolato.

## Calendario
| Stagione regolare |                        |           |        |
| Turno             | Avversario             | Risultato | Record |
| 1                 | Detroit Lions          | S 23–2    | 0–1    |
| 2                 | Washington Redskins    | S 37–14   | 0–2    |
| 3                 | at Cleveland Browns    | S 20–6    | 0–3    |
| 4                 | at Green Bay Packers   | S 42–10   | 0–4    |
| 5                 | Chicago Bears          | S 52–14   | 0–5    |
| 6                 | Minnesota Vikings      | V 27–24   | 1–5    |
| 7                 | San Francisco 49ers    | V 28–21   | 2–5    |
| 8                 | at Minnesota Vikings   | S 21–13   | 2–6    |
| 9                 | at Chicago Bears       | S 6–0     | 2–7    |
| 10                | at Detroit Lions       | V 28–21   | 3–7    |
| 11                | Baltimore Colts        | V 17–16   | 4–7    |
| 12                | at San Francisco 49ers | V 21–17   | 5–7    |
| 13                | Green Bay Packers      | S 31–14   | 5–8    |
| 14                | at Baltimore Colts     | S 19–16   | 5–9    |

## Classifiche
| NFL Western Conference |    |    |   |      |        |     |     |     |
|                        | V  | S  | P | %    | CONF   | PF  | PS  | STR |
| Chicago Bears          | 11 | 1  | 2 | .917 | 10–1–1 | 301 | 144 | V2  |
| Green Bay Packers      | 11 | 2  | 1 | .846 | 9–2–1  | 369 | 206 | V2  |
| Baltimore Colts        | 8  | 6  | 0 | .571 | 7–5    | 316 | 285 | V3  |
| Detroit Lions          | 5  | 8  | 1 | .385 | 4–7–1  | 326 | 265 | S1  |
| Minnesota Vikings      | 5  | 8  | 1 | .385 | 4–7–1  | 309 | 390 | V1  |
| Los Angeles Rams       | 5  | 9  | 0 | .357 | 5–7    | 210 | 350 | S2  |
| San Francisco 49ers    | 2  | 12 | 0 | .143 | 1–11   | 198 | 391 | S5  |

Nota: I pareggi non venivano conteggiati ai fini della classifica fino al 1972.